# Prosopochoeta anomala
Prosopochoeta anomala är en tvåvingeart som beskrevs av Aldrich 1934. Prosopochoeta anomala ingår i släktet Prosopochoeta och familjen parasitflugor. Inga underarter finns listade i Catalogue of Life.